# Cavia (Burgos)
Cavia es un municipio y localidad española de la provincia de Burgos, en la comunidad autónoma de Castilla y León. Cuenta con 270 habitantes (INE 2008).

## Geografía
Integrado en la comarca de Alfoz de Burgos, está situado a 18 kilómetros de la capital provincial. El término municipal está atravesado por la autovía de Castilla (A-62) entre los pK 17 y 19. El relieve está influido por el río Arlanzón que discurre de norte a oeste. En el territorio se alzan algunos páramos en un paisaje típico de la submeseta norte. La altitud del municipio oscila entre los 894 metros en un páramo al noroeste del río y los 800 metros en la ribera del río. El pueblo se alza a 815 metros sobre el nivel del mar. Pertenece al partido judicial de Burgos.
| Noroeste: Estépar | Norte: Frandovínez y Buniel | Noreste: Albillos |
| Oeste: Estépar    |                             | Este: Cayuela     |
| Suroeste: Estépar | Sur: Estépar                | Sureste: Cayuela  |

## Historia
La primera noticia documental de la villa de Cavia data del 1 de marzo del año 899, y se conserva en el archivo del Monasterio de San Pedro de Cardeña. Estos nos indica la temprana ocupación cristiana del bajo Ausín y medio Arlanzón apenas asegurada la fundación de la ciudad y castillo de Burgos
Ya en el año 932 la población debió de ser muy numerosa, pues dentro del término municipal se alzaron otras tres aldeas que fueron después absorbidas por la villa. Las aldeas se llamaban Henar, Santaolín y El Uncar; todas ellas y Cavia formaron parte al alfoz de Muñó.
En el libro Becerro de las Behetrías (s. XIV), Cavia ocupa el primer folio y sobre esas fechas, Alfonso XI había entregado Cavia a la familia Rojas, originaria de La Bureba y muy poderosa, ya que los Rojas fueron, entre otros linajes, duques de Lerma. En 1591 Cavia formaba partido con Cayuela y otros cinco pueblos, ofreciendo un censo de 184 vecinos, que pronto dejerán el señorío nobiliario para retornar al realengo.
La torre y la casa de los Rojas terminó pasando a los Altamira, quienes la poseían ya en el S. XVIII.
Así se describe a Cavia en el tomo V del Diccionario geográfico-estadístico-histórico de España y sus posesiones de Ultramar, obra impulsada por Pascual Madoz a mediados del siglo XIX:

Villa con ayuntamiento en la provincia, partido judicial, administración de rentas, audiencia territorial, capitanía general y diócesis de Burgos (3 leguas); se halla situada a orillas del Arlanzón que la baña por O y N, y por E el río Cabia que algunos llaman Ausín; le combaten perfectamente todos los vientos, y el clima aunque algo frío es saludable. Tiene 82 casas; la del ayuntamiento y alguacil que sirve de cárcel; 2 fuentes de agua de buena calidad; una escuela de primera enseñanza para ambos sexos, dotada con 44 fanegas de trigo, a la cual concurren 32 niños y 40 niñas; la iglesia parroquial (la Asunción de Nuestra Señora), la sirven 2 curas y un racionero cuya provisión corresponde al ordinario en concurso general; hay cementerio bien situado y capaz. El término se extiende de N a S 1 legua, e igual distancia de E a O; confinando N con Buniel y Frandovinez (1/2 legua); E Villacienzo (a 1 ½); S Cayuela, y O Granja de Pelilla (a ¼) de estos dos últimos; cruzan por él los 2 ríos mencionados, que fertilizan parte de su corta extensión, y en los cuales se hallan 2 puentes, uno que da paso al camino que dirige a Burgos, y el otro de Arlanzón que sirve para la población y la sierra. El terreno es mediano generalmente, si bien hay de muy bueno y feraz, y muy malo, hallándose en él algún arbolado de sauces y chopos. Caminos: no hay más que el citado que atraviesa por el puente nombrado, y dirige a Burgos. La correspondencia la reciben los interesados de dicho punto. Producciones: trigo, cebada, centeno, avena, legumbres y lino; la mayor cosecha es la del trigo; se cría ganado lanar y cabrío. Industria: 3 molinos harineros. Población: 76 vecinos, 230 almas. Capital productivo: 1.834.010. Imponible: 173.871. Contribución: 10.841 reales 11 maravedíes. Presupuesto municipal: 2.640 reales que se cubren con los fondos de propios y si falta algo, por reparto vecinal.
Diccionario geográfico-estadístico-histórico de España y sus posesiones de Ultramar

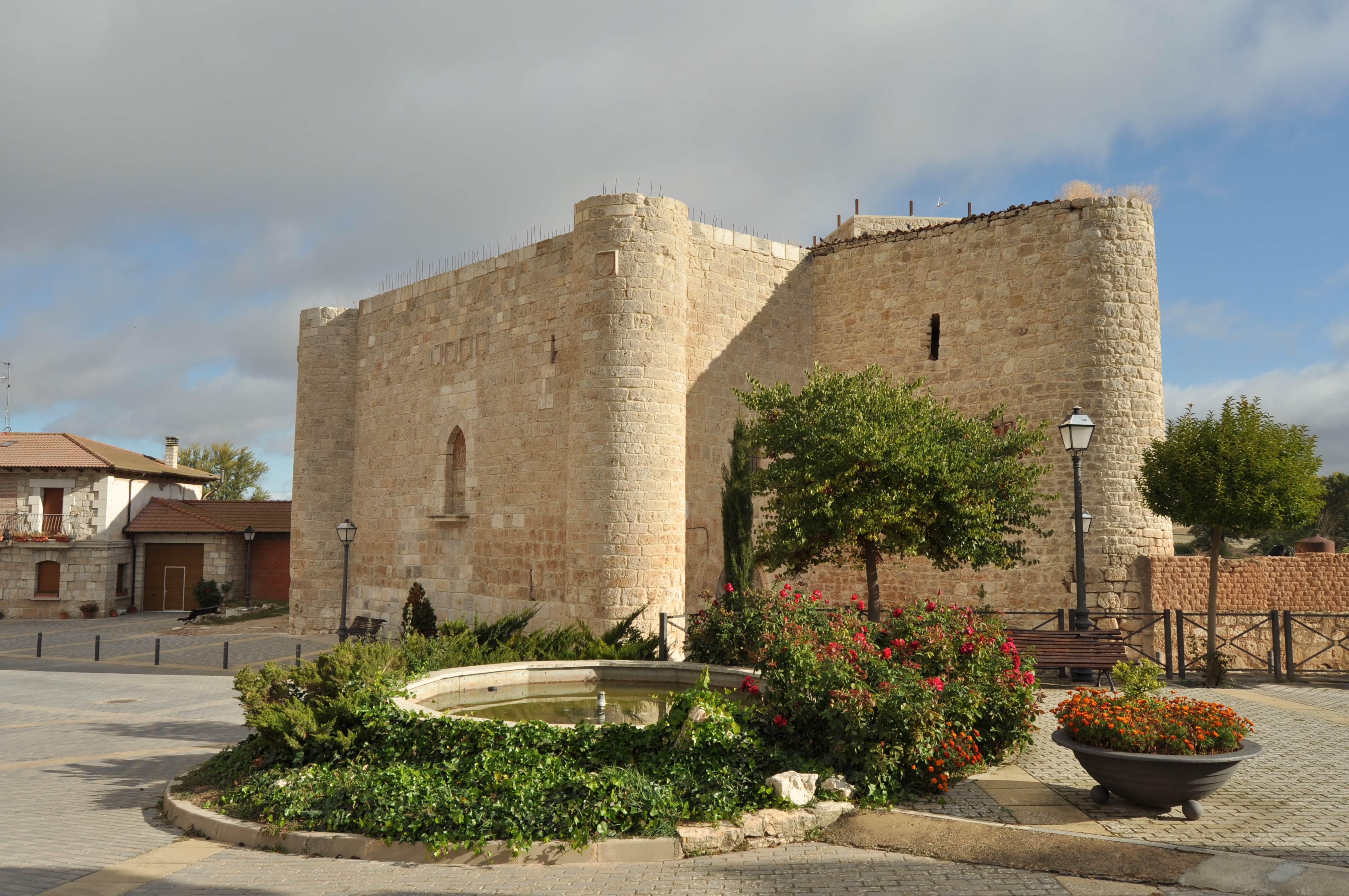
Casa fuerte de los Rojas

Hijo célebre de Cavia fue Gregorio Mayoral Sendino, verdugo en ejercicio durante finales del siglo XIX y primeros del XX.
Entre el patrimonio arquitectónico de la localidad se encuentra la casa fuerte de los Rojas.

## Demografía
Cavia cuenta con una población de 252 habitantes (INE 2024).
| Gráfica de evolución demográfica de Cavia entre 1842 y 2021 |
| |
| Población de derecho según los censos de población del INE. Población de hecho según los censos de población del INE.En estos censos se denominaba Cabia: 1842, 1857, 1860, 1877, 1887, 1897, 1900, 1910, 1920, 1930, 1940, 1950, 1960, 1970, 1981 y 1991. |

## Cultura

### Fiestas y costumbres
La Pascua se considera fiesta de mozos, quienes dan las dianas y celebran su fiesta durante tres días.
La principal fiesta es el día 15 de agosto, la fiesta de la virgen de este pueblo, la virgen de Río Cavia. En este día se celebra un misa, y después de esta hay una procesión en la que la virgen es llevada por el pueblo. Otra fiesta importante es la de San Roque; el día 16 de agosto.